# Liste der Kulturdenkmale in Schönberg (Sachsen)

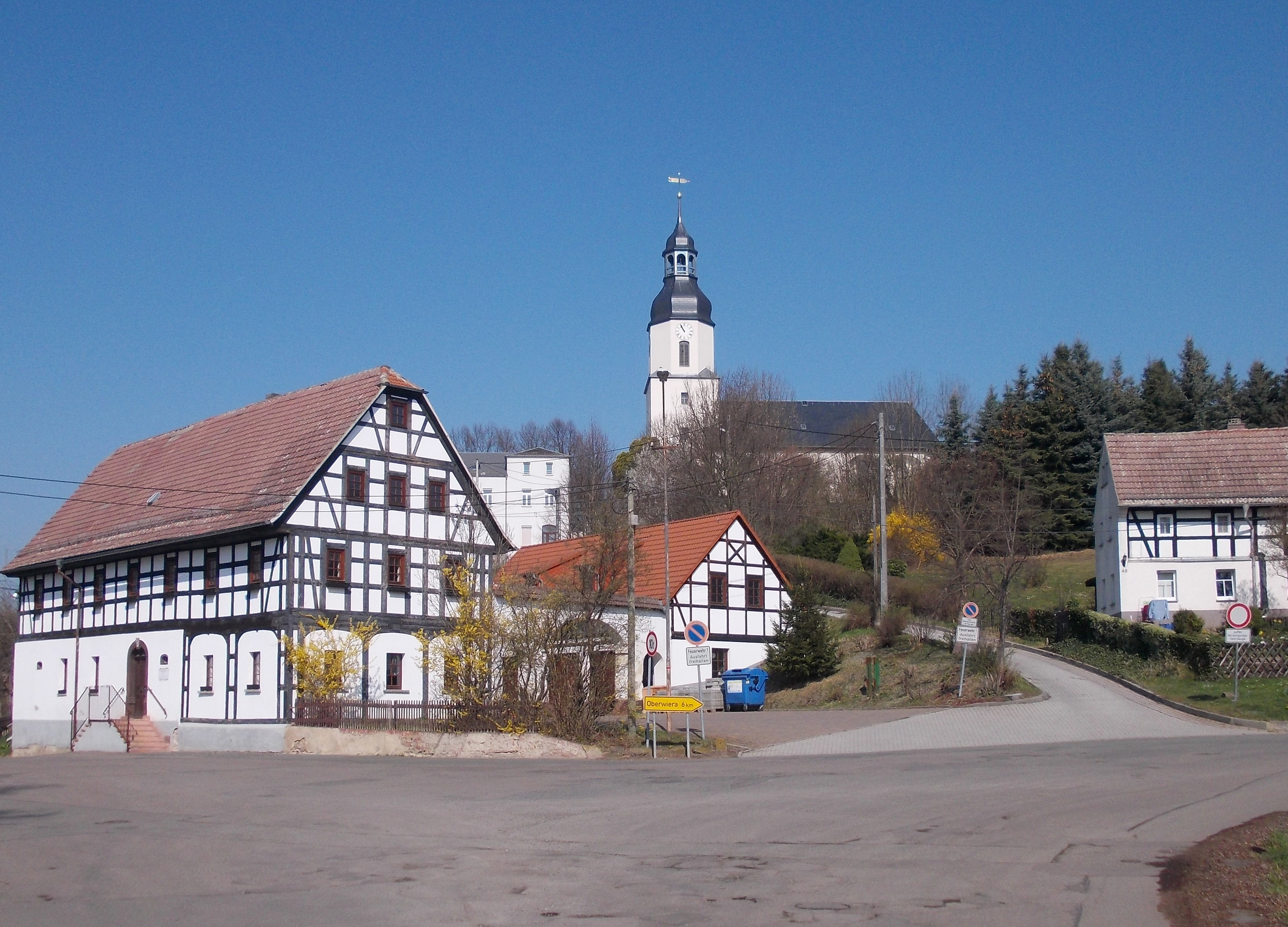
Blick auf die Schönberger Kirche

Die Liste der Kulturdenkmale in Schönberg enthält die Kulturdenkmale in Schönberg.
Diese Liste ist eine Teilliste der Liste der Kulturdenkmale in Sachsen.

## Legende
- Bild: Bild des Kulturdenkmals, ggf. zusätzlich mit einem Link zu weiteren Fotos des Kulturdenkmals im Medienarchiv Wikimedia Commons. Wenn man auf das Kamerasymbol klickt, können Fotos zu Kulturdenkmalen aus dieser Liste hochgeladen werden:
- Bezeichnung: Denkmalgeschützte Objekte und ggf. Bauwerksname des Kulturdenkmals
- Lage: Straßenname und Hausnummer oder Flurstücknummer des Kulturdenkmals. Die Grundsortierung der Liste erfolgt nach dieser Adresse. Der Link (Karte) führt zu verschiedenen Kartendiensten mit der Position des Kulturdenkmals. Fehlt dieser Link, wurden die Koordinaten noch nicht eingetragen. Sind diese bekannt, können sie über ein Tool mit einer Kartenansicht einfach nachgetragen werden. In dieser Kartenansicht sind Kulturdenkmale ohne Koordinaten mit einem roten bzw. orangen Marker dargestellt und können durch Verschieben auf die richtige Position in der Karte mit Koordinaten versehen werden. Kulturdenkmale ohne Bild sind an einem blauen bzw. roten Marker erkennbar.
- Datierung: Baubeginn, Fertigstellung, Datum der Erstnennung oder grobe zeitliche Einordnung entsprechend des Eintrags in der sächsischen Denkmaldatenbank
- Beschreibung: Kurzcharakteristik des Kulturdenkmals entsprechend des Eintrags in der sächsischen Denkmaldatenbank, ggf. ergänzt durch die dort nur selten veröffentlichten Erfassungstexte oder zusätzliche Informationen
- ID: Vom Landesamt für Denkmalpflege Sachsen vergebene, das Kulturdenkmal eindeutig identifizierende Objekt-Nummer. Der Link führt zum PDF-Denkmaldokument des Landesamtes für Denkmalpflege Sachsen. Bei ehemaligen Kulturdenkmalen können die Objektnummern unbekannt sein und deshalb fehlen bzw. die Links von aus der Datenbank entfernten Objektnummern ins Leere führen. Ein ggf. vorhandenes Icon  führt zu den Angaben des Kulturdenkmals bei Wikidata.

## Schönberg
| Bild                                    | Bezeichnung | Lage                   | Datierung                             | Beschreibung | ID       |
| --------------------------------------- | --- | ---------------------- | ------------------------------------- | --- | -------- |
|                                         | Triangulationssäule | (Karte)                | bezeichnet 1875 (Triangulationssäule) | Station der Königlich-Sächsischen Triangulation, Netz 2. Ordnung, wissenschaftsgeschichtlich und technikgeschichtlich von Bedeutung. Zylindrische Vermessungssäule aus Rochlitzer Porphyr, Schaft mit Inschrift: „Station / PFAFFRODA / der / Europäischen / Gradmessung / und / Kön:Sächs: / Triangulirung / 187?“, Höhe 2,30 m, abgesetzter quadratischer Sockel, Abdeckplatte fehlt. | 09242422 |
| Weitere Bilder                          | Kirche mit Ausstattung und Kirchhof mit Einfriedung sowie Kriegerdenkmal für die Gefallenen des Ersten Weltkrieges auf dem Kirchhof | Hauptstraße (Karte)    | 1836                                  | Baugeschichtlich, ortsgeschichtlich und ortsbildprägend von Bedeutung, Kirche schlichter Putzbau im barock-klassizistischen Stil. Schema Innenraumausbau wie Dorfkirche in Oberwiera, Altstadtkirche in Waldenburg, Friedhofstor Eisen – erhaltenswert, ursprünglich als Wallfahrtskirche St. Marien geweiht.                                                                           | 09242408 |
| Direkt Bild zu diesem Denkmal hochladen | Scheune und Seitengebäude eines ehemaligen Vierseithofes                                                                            | Hauptstraße 2 (Karte)  | 1831                                  | Baugeschichtlich und wirtschaftsgeschichtlich von Bedeutung, strebenreiche Fachwerk-Scheune, Seitengebäude mit Thüringer-Leiter-Fachwerk und Inschrift. | 09242409 |
| Direkt Bild zu diesem Denkmal hochladen | Wohnstallhaus und Seitengebäude eines ehemaligen Vierseithofes sowie Schuppen mit Keller auf der gegenüberliegenden Straßenseite    | Hauptstraße 8 (Karte)  | Anfang 18. Jahrhundert                | Baugeschichtlich von Bedeutung, Wohnstallhaus mit altertümlicher Fachwerkkonstruktion (Kopfstreben, profilierte Schwelle), Seitengebäude mit Fachwerk-Obergeschoss. Fachwerk Obergeschoss mit verblatteten Kopfbändern, Blattsassen, ehemaliges Umgebindehaus, Holzdecke in Stube erhalten, Seitengebäude: Fachwerk Obergeschoss.                                                       | 09242411 |
| Direkt Bild zu diesem Denkmal hochladen | Wohnstallhaus und Seitengebäude eines Vierseithofes                                                                                 | Hauptstraße 11 (Karte) | um 1800                               | Baugeschichtlich von Bedeutung, ortsbildprägende Fachwerkbauten, Wohnstallhaus mit Thüringer-Leiter-Fachwerk. Wohnhaus: Stube mit Holzdecke und alter Bemalung, Fachwerk Obergeschoss zwei große Fenster, Erdgeschoss massiv, Giebel verschiefert, Sonnenmotiv. | 09242412 |
| Direkt Bild zu diesem Denkmal hochladen | Wohnstallhaus, Seitengebäude und Toreinfahrt eines Dreiseithofes                                                                    | Hauptstraße 15 (Karte) | 1797                                  | Baugeschichtlich von Bedeutung, weitgehend geschlossen erhaltener Bauernhof in Fachwerkbauweise, ortsbildprägend. Tor – Stein mit Schlussstein. | 09242413 |
| Direkt Bild zu diesem Denkmal hochladen | Häusleranwesen über hakenförmigem Grundriss                                                                                         | Hauptstraße 18 (Karte) | um 1800                               | Sozialgeschichtlich von Bedeutung, mit Fachwerk-Obergeschoss. Erdgeschoss massiv, Obergeschoss Fachwerk. | 09242414 |
| Direkt Bild zu diesem Denkmal hochladen | Wohnstallhaus, Seitengebäude und Stallgebäude (mit ehemaliger Oberlaube) eines Vierseithofes                                        | Hauptstraße 19 (Karte) | um 1800                               | Baugeschichtlich und wirtschaftsgeschichtlich von Bedeutung, Bauernhof in Fachwerkbauweise, Wohnstallhaus mit Thüringer-Leiter-Fachwerk, Seitengebäude mit strebenreichem Fachwerk, Stallgebäude mit seltener Oberlaube. - Wohnhaus: Seitengebäude mit preußischen Kappen, - Seitengebäude: Zugebaute ehemalige fünfjochige Oberlaube.                                                  | 09242415 |
| Direkt Bild zu diesem Denkmal hochladen | Scheune und Seitengebäude (Torhaus) eines ehemaligen Vierseithofes                                                                  | Hauptstraße 22 (Karte) | um 1800                               | Baugeschichtlich und wirtschaftsgeschichtlich von Bedeutung, Fachwerkbauten. Torhaus an Durchfahrt verändert. | 09242416 |
| Direkt Bild zu diesem Denkmal hochladen | Wohnstallhaus eines Bauernhofes | Hauptstraße 29 (Karte) | um 1800                               | Baugeschichtlich von Bedeutung, ortsbildprägender Fachwerkbau, strebenreiches Fachwerk. Fachwerk Obergeschoss, Rückseite verputzt. | 09242417 |
| Direkt Bild zu diesem Denkmal hochladen | Pfarrhaus | Hauptstraße 46         | um 1910                               | Schlichter Putzbau im Reformstil der Zeit um 1910, baugeschichtlich und ortsgeschichtlich von Bedeutung. | 09303677 |
| Direkt Bild zu diesem Denkmal hochladen | Häuslerhaus mit angebautem Schuppen und Kellerhaus                                                                                  | Hauptstraße 48 (Karte) | um 1800                               | Sozialgeschichtlich von Bedeutung, mit Fachwerk-Obergeschoss, ortsbildprägende Lage, Sichtbeziehung zu Dorfkirche. Wie Nummer 47 und 50 und Rathaus, Sichtbeziehung zu Dorfkirche. | 09242419 |
| Direkt Bild zu diesem Denkmal hochladen | Häuslerhaus über hakenförmigem Grundriss                                                                                            | Hauptstraße 50 (Karte) | um 1800                               | Sozialgeschichtlich von Bedeutung, mit Fachwerk-Obergeschoss, strebenreiches Fachwerk, ortsbildprägende Lage nahe der Kirche. | 09242420 |
| Direkt Bild zu diesem Denkmal hochladen | Gasthof (Umgebindehaus), heute Gemeindeamt                                                                                          | Hauptstraße 51 (Karte) | bezeichnet 1812                       | Baugeschichtlich, ortsgeschichtlich und ortsbildprägend von Bedeutung, Fachwerkgebäude, für die Region seltenes Umgebindehaus, mit Korbbogenportal, Lage nahe der Kirche. Schlussstein Türgewände datiert, Umgebinde mit doppelten Ständern, Holzbalkendecke, Torbogen erhalten, von Nebengebäuden nur Reste erhalten.                                                                  | 09242421 |

## Köthel
| Bild                                    | Bezeichnung                                                       | Lage                   | Datierung                 | Beschreibung | ID       |
| --------------------------------------- | ----------------------------------------------------------------- | ---------------------- | ------------------------- | --- | -------- |
| Direkt Bild zu diesem Denkmal hochladen | Wohnstallhaus eines Häusleranwesens                               | Hauptstraße 60 (Karte) | 1786                      | Sozialgeschichtlich von Bedeutung, mit Fachwerk-Obergeschoss, strebenreiches Fachwerk. Fachwerk Obergeschoss. | 09242425 |
| Direkt Bild zu diesem Denkmal hochladen | Wohnstallhaus, zwei Seitengebäude und Scheune eines Vierseithofes | Hauptstraße 65 (Karte) | 1777 (Wohnstallhaus)      | Geschlossen erhaltener Vierseithof in Fachwerkbauweise, strebenreiches Fachwerk, ein Stallgebäude in Massivbauweise, baugeschichtlich, sozialgeschichtlich und wirtschaftsgeschichtlich von Bedeutung. - Wohnhaus: Fachwerk Obergeschoss – vermutlich später als 1772, - Seitengebäude: Fachwerk Obergeschoss.                                                                                         | 09242426 |
| Direkt Bild zu diesem Denkmal hochladen | Seitengebäude und Scheune eines Vierseithofes                     | Hauptstraße 66 (Karte) | Ende 19. Jahrhundert      | Baugeschichtlich und wirtschaftsgeschichtlich von Bedeutung, ortsbildprägende Fachwerkbauten, alte Fachwerkscheune mit doppelten Kopfstreben, eine der ältesten Scheunen Sachsens. Seitengebäude: Fachwerk Obergeschoss, Erdgeschoss Garageneinbauten, Giebel massiv 19. Jahrhundert, beide Gebäude geblattete Kopfbänder.                                                                             | 09242427 |
| Direkt Bild zu diesem Denkmal hochladen | Wohnstallhaus und Seitengebäude eines ehemaligen Vierseithofes    | Hauptstraße 68 (Karte) | 1828                      | Baugeschichtlich von Bedeutung, ortsbildprägende Fachwerkbauten, besonders schönes Wohnstallhaus mit Thüringer-Leiter-Fachwerk. - Wohnhaus: Fachwerk Obergeschoss, Erdgeschoss verändert, Inschrift in Schwelle, Giebel gut erhalten, traufseitiger Anbau, - Seitengebäude: Fachwerk Obergeschoss. | 09242428 |
| Direkt Bild zu diesem Denkmal hochladen | Schuppen eines Häusleranwesens                                    | Hauptstraße 69 (Karte) | bezeichnet 1772           | Wirtschaftsgeschichtlich von Bedeutung, Fachwerk-Schuppen. Fachwerk – kleines unscheinbares Bauwerk, Schuppen gehört zu einem umgebauten Wohnhaus. | 09242429 |
| Direkt Bild zu diesem Denkmal hochladen | Wohnstallhaus und Seitengebäude eines Vierseithofes               | Hauptstraße 73 (Karte) | 1. Hälfte 18. Jahrhundert | Baugeschichtlich von Bedeutung, ortsbildprägende Fachwerkbauten, Wohnstallhaus mit massivem Giebel und altertümlicher Fachwerkkonstruktion (Kopfstreben), Seitengebäude mit strebenreichem Fachwerk. - Wohnhaus: Fachwerk Obergeschoss geblattete Kopfbänder, Füllhölzer halbrund, Erdgeschoss verändert, Giebel massiv datiert 1906, - Seitengebäude: Fachwerk Obergeschoss, Hofpflasterung erhalten. | 09242430 |
| Direkt Bild zu diesem Denkmal hochladen | Häuslerhaus                                                       | Hauptstraße 79 (Karte) | bezeichnet 1802           | Sozialgeschichtlich von Bedeutung, mit Fachwerk-Obergeschoss. Fachwerk Obergeschoss, giebelseitiger Anbau. | 09242431 |
| Direkt Bild zu diesem Denkmal hochladen | Wohnstallhaus, Seitengebäude und Torbogen eines Vierseithofes     | Hauptstraße 84 (Karte) | bezeichnet 1819           | Baugeschichtlich von Bedeutung, ortsbildprägende Fachwerkbauten, mit Thüringer-Leiter-Fachwerk, Wohnhaus und Seitengebäude mit Inschrift in Schwelle. - Wohnhaus: Inschrift in Schwelle, Fachwerk Obergeschoss, ein Giebel massiv, - Seitengebäude: Inschrift in Schwelle, Kreuzgewölbe in Stall, gut erhalten.                                                                                        | 09242432 |
| Direkt Bild zu diesem Denkmal hochladen | Stallgebäude eines Vierseithofes                                  | Hauptstraße 85 (Karte) | bezeichnet 1824           | Baugeschichtlich von Bedeutung, Fachwerkbau mit Inschrift in Schwelle. Inschrift in Schwelle, Fachwerk Obergeschoss, ehemalige Durchfahrt in Garage umgebaut, Stall preußisches Kappengewölbe. | 09242433 |
| Direkt Bild zu diesem Denkmal hochladen | Wohnstallhaus eines Häusleranwesens                               | Hauptstraße 88 (Karte) | bezeichnet 1826           | Sozialgeschichtlich von Bedeutung, mit Fachwerk-Obergeschoss. Giebel massiv, Fachwerk Obergeschoss. | 09242434 |
| Direkt Bild zu diesem Denkmal hochladen | Wohnstallhaus und Seitengebäude eines Bauernhofes                 | Hauptstraße 92 (Karte) | um 1839                   | Wirtschafts- und baugeschichtlich von Bedeutung, Wohnstallhaus mit Fachwerk-Obergeschoss, Seitengebäude massiv. Wohnhaus Fachwerk, rückseitiger Anbau, Seitengebäude massiv. | 09242435 |
| Direkt Bild zu diesem Denkmal hochladen | Häuslerhaus                                                       | Hauptstraße 94 (Karte) | um 1839                   | Sozialgeschichtlich von Bedeutung, mit Fachwerk-Obergeschoss. Giebelseitiger Anbau, Fachwerk Obergeschoss, vermutlich wurde das Häuslerhaus vor 2010 abgebrochen und durch eine Kopie ersetzt, die annähernd sich an das Original hält, Untere Denkmalschutzbehörde war wohl beteiligt, im theoretischen Sinne kein Denkmal mehr (Nitzsche, 27. Januar 2011)                                           | 09242436 |
| Direkt Bild zu diesem Denkmal hochladen | Wohnstallhaus eines Häusleranwesens                               | Hauptstraße 95 (Karte) | um 1839                   | Sozialgeschichtlich von Bedeutung, mit Fachwerk-Obergeschoss. | 09242437 |

## Pfaffroda
| Bild                                    | Bezeichnung | Lage                            | Datierung                 | Beschreibung | ID       |
| --------------------------------------- | --- | ------------------------------- | ------------------------- | --- | -------- |
| Direkt Bild zu diesem Denkmal hochladen | Wohnstallhaus eines Vierseithofes und Einfriedung des Gartens                                                        | Breitenbacher Straße 3 (Karte)  | vermutlich um 1800        | Baugeschichtlich von Bedeutung, mit Fachwerk-Obergeschoss (Thüringer-Leiter-Fachwerk). Giebel und Erdgeschoss massiv, größere Fenster im Giebel, Hof durfte nicht besichtigt werden. | 09242447 |
| Direkt Bild zu diesem Denkmal hochladen | Wohnhaus und Scheune eines Bauernhofes                                                                               | Breitenbacher Straße 4 (Karte)  | 1. Hälfte 19. Jahrhundert | Baugeschichtlich von Bedeutung, in Fachwerkbauweise. - Wohnhaus: Erdgeschoss massiv, Obergeschoss Fachwerk, im Erdgeschoss Eingang zu Kellergewölbe, - Scheune: Fachwerk. | 09242448 |
| Direkt Bild zu diesem Denkmal hochladen | Hakenhof | Breitenbacher Straße 12 (Karte) | 1. Hälfte 19. Jahrhundert | Wohl Häusleranwesen, sozialgeschichtlich von Bedeutung, mit Fachwerk-Obergeschoss. Fachwerk Obergeschoss, teilweise überputzt, Frackdach. | 09242449 |
| Weitere Bilder                          | Kirche mit Ausstattung sowie Kriegerdenkmal für die Gefallenen des Ersten Weltkrieges auf dem Kirchhof               | Dorfstraße - (Karte)            | 1886                      | Baugeschichtlich, ortsgeschichtlich und ortsbildprägend von Bedeutung, neugotische Saalkirche. | 09242445 |
|                                         | Wohnstallhaus, Seitengebäude und Scheune eines Vierseithofes                                                         | Dorfstraße 5 (Karte)            | 1787                      | Baugeschichtlich von Bedeutung, weitgehend geschlossen erhaltener Bauernhof in Fachwerkbauweise, ortsbildprägende Lage. Wohnhaus: Erdgeschoss massiv, Obergeschoss Fachwerk, Inschrift in Schwelle, Garageneinbauten und große Fenster im Obergeschoss, Giebel verändert, ortsbildprägend, an allen Gebäuden Um- und Anbauten. | 09242450 |
| Direkt Bild zu diesem Denkmal hochladen | Wohnstallhaus und Scheune eines ehemaligen Vierseithofes                                                             | Weidensdorfer Straße 2 (Karte)  | um 1840                   | Baugeschichtlich und wirtschaftsgeschichtlich von Bedeutung, Fachwerkbauten. Stall mit Kreuzgewölben und Porstube ähnlich Nummer 9, wurde 1991 im August abgerissen. | 09242451 |
| Direkt Bild zu diesem Denkmal hochladen | Häuslerhaus | Weidensdorfer Straße 3 (Karte)  | um 1800                   | Sozialgeschichtlich von Bedeutung, mit Fachwerk-Obergeschoss. Balkendecke wahrscheinlich vor 1800, Tür im Obergeschoss, Fachwerk Obergeschoss, laut mündlicher Aussage würden Urkunden belegen, dass hier eines der ältesten Häusleranwesen von Pfaffroda stand. | 09242452 |
|                                         | Kirchschule | Weidensdorfer Straße 4 (Karte)  | bezeichnet 1905           | Ortsgeschichtlich von Bedeutung, Putzbau, noch historisierend, reich gegliederter Seitenrisalit. Schule war zweiklassig, seit 1921 auch von den Schülern aus Breitenbach besucht. | 09242453 |
|                                         | Wohnstallhaus (Umgebindehaus), Seitengebäude (Torhaus), Stallgebäude (mit Oberlaube) und Scheune eines Vierseithofes | Weidensdorfer Straße 5 (Karte)  | bezeichnet 1746           | Baugeschichtlich, sozialgeschichtlich und wirtschaftsgeschichtlich von Bedeutung, geschlossene Hofanlage in Fachwerkbauweise, Stallgebäude mit einziger erhaltener Oberlaube von Pfaffroda, Wohnstallhaus für die Region seltenes Umgebindehaus mit erhaltener Blockstube im Innern. - Wohnhaus: Datiert in Schwelle, Umgebinde erhalten, 1853 wahrscheinlich massiv unterfahren, - Seitengebäude mit Kreuzgewölbe, wahrscheinlich massiv unterfahren, - Seitengebäude: Neunjochige Oberlaube – einzige erhaltene Oberlaube von Pfaffroda, zur Zeit schlechter Zustand, aber im Bau. | 09242454 |
| Direkt Bild zu diesem Denkmal hochladen | Wohnstallhaus, Scheune und zwei Stallgebäude (das östliche mit Durchfahrt) eines Vierseithofes                       | Weidensdorfer Straße 9 (Karte)  | um 1830                   | Baugeschichtlich, sozialgeschichtlich und wirtschaftsgeschichtlich von Bedeutung, geschlossen erhaltener Vierseithof in Fachwerkbauweise, Scheune mit enger Ständerstellung, Stallgebäude mit Thüringer-Leiter-Fachwerk. - Wohnhaus: Fachwerk Obergeschoss, Erdgeschoss massiv, große Fenster, - Seitengebäude: Kreuzgewölbe, Porstube, ursprünglich Nummer 13, sehr gut erhaltener Hof, zwei Gebäude stehen leer. | 09242455 |

## Tettau
| Bild                                    | Bezeichnung | Lage                                 | Datierung                              | Beschreibung | ID       |
| --------------------------------------- | --- | ------------------------------------ | -------------------------------------- | --- | -------- |
| Weitere Bilder                          | Turmholländer mit technischer Ausstattung                                                                                 | (Karte)                              | vermutlich 1838/1839                   | Frühe Bauform der Turmwindmühle in Sachsen, Zeugnis der ländlichen Versorgung, versorgungsgeschichtlich, ortsgeschichtlich und technikgeschichtlich von Bedeutung Putzbau, Fenster- und Türöffnungen. Antrieb bis 1924 durch Wind, ab 1930 Dieselmotoreinsatz, später elektrischer Antrieb, 1975 außer Betrieb gesetzt, um 1990 Sanierung, technische Ausstattung teilweise erhalten (1992). | 09242456 |
| Direkt Bild zu diesem Denkmal hochladen | Seitengebäude (Torhaus) eines Vierseithofes                                                                               | Talstraße 1 (Karte)                  | um 1800; bezeichnet 1858               | Baugeschichtlich von Bedeutung, mit Fachwerk-Obergeschoss, Giebel massiv mit reicher Fassadengliederung, im Giebel Palladiomotiv, im alten Ortsteil Wünschendorf. Seitengebäude: Fachwerk Obergeschoss mit Durchfahrt, Schlussstein, Giebel massiv 1858 datiert, reiche Fassadengliederung. | 09242457 |
| Direkt Bild zu diesem Denkmal hochladen | Wohnstallhaus und zwei aneinandergebaute Seitengebäude eines Vierseithofes                                                | Talstraße 6 (Karte)                  | um 1830                                | Baugeschichtlich von Bedeutung, strebenreiches Fachwerk, ortsbildprägende Fachwerkbauten im alten Ortsteil Wünschendorf. Erdgeschoss massiv, Fachwerk Obergeschoss, Seitengebäude: Hakenhaus, gleiche Zeit. | 09242458 |
| Direkt Bild zu diesem Denkmal hochladen | Seitengebäude, Stallgebäude und Scheune eines Vierseithofes                                                               | Talstraße 11 (Karte)                 | bezeichnet 1835 (Seitengebäude)        | Baugeschichtlich und wirtschaftsgeschichtlich von Bedeutung, weitgehend geschlossen erhaltene Hofanlage in Fachwerkbauweise im alten Ortsteil Wünschendorf, Stallgebäude mit altertümlicher Fachwerkkonstruktion (Kopfstreben). - Seitengebäude: Fachwerk Obergeschoss, Kopfbänder geblattet, - Seitengebäude mit Durchfahrt: Außen Tor zugesetzt, Schlussstein datiert, Fachwerk außen verputzt. | 09242459 |
| Weitere Bilder                          | Kirche mit Ausstattung, Kirchhof mit Einfriedung und Kriegerdenkmal für Gefallene des Ersten Weltkrieges auf dem Kirchhof | Waldenburger Straße (Karte)          | nach 1918 (Kriegerdenkmal)             | Baugeschichtlich, ortsgeschichtlich und ortsbildprägend von Bedeutung, im Kern romanische Chorturmkirche, klassizistisch überformt. Auf romanischen Umfassungsmauern neu errichtet, ursprünglich Chorturmkirche mit eingezogenem Chor und halbkreisförmiger Apsis, ursprünglich dem Hl. Laurentius geweiht, Friedhofsmauer Bruchsteinmauerwerk, an Nordseite Eisentor um 1900. | 09242460 |
| Direkt Bild zu diesem Denkmal hochladen | Wohnstallhaus und Scheune eines ehemaligen Vierseithofes                                                                  | Waldenburger Straße 11 (Karte)       | bezeichnet 1802                        | Baugeschichtlich von Bedeutung, Fachwerkbauten, strebenreiches Fachwerk am Wohnhaus, im alten Ortsteil Wünschendorf. - Wohnstallhaus, altes Seitengebäude (?): Baulich verändert, Umbau zu Wohnhaus, Erdgeschoss verändert, Fachwerk Obergeschoss, Frackdach, Lage an Hauptstraße, - Scheune dominant. | 09242461 |
| Direkt Bild zu diesem Denkmal hochladen | Wohnstallhaus (Nr. 13), Scheune, Stallscheune (Torhaus) und Seitengebäude (Nr. 13a) eines Vierseithofes                   | Waldenburger Straße 13; 13a (Karte)  | um 1800                                | Wirtschafts- und baugeschichtlich von Bedeutung, geschlossen erhaltene Hofanlage in Fachwerkbauweise, strebenreiches Fachwerk, Lage im alten Ortsteil Wünschendorf. - Wohnhaus: Stall Kreuzgewölbe, Fachwerk Obergeschoss, Erdgeschoss massiv, Schwelle bezeichnet, - Seitengebäude: Anbau und Garageneinbau, - Torhaus: Dachschäden. | 09242462 |
| Direkt Bild zu diesem Denkmal hochladen | Wohnhaus und angebautes Seitengebäude über winkelförmigem Grundriss eines Bauernhofes                                     | Waldenburger Straße 15 (Karte)       | Anfang 18. Jahrhundert                 | Baugeschichtlich von Bedeutung, Fachwerkbauten, Lage: im alten Ortsteil Wünschendorf. Sogenanntes Garbengut, war kein Bauerngut, alle Gebäude zusammengebaut, Mittelbau zur Hofseite aufgestockt, Wohnteil mit Bohlenstube, Holzbalkendecke und Fensterbrett, straßenseitiges Gebäude mit ehemaliger Weberstube, heute nur noch als Lagergebäude und Garage genutzt, Wohnhaus Frackdach, zahlreiche Fenster um 1800 erhalten. | 09242463 |
|                                         | Wohnstallhaus, Stallscheune und Seitengebäude (Torhaus) eines Vierseithofes                                               | Waldenburger Straße 16 (Karte)       | um 1800                                | Wirtschafts- und baugeschichtlich von Bedeutung, weitgehend geschlossen erhaltener Bauernhof in Fachwerkbauweise, schönes und ortsbildprägendes Torhaus, Lage: im alten Ortsteil Wünschendorf. - Wohnstallhaus: Erdgeschoss massiv, Obergeschoss Fachwerk, Stall umgebaut, Holzbalkendecke in Stube, an hinterer Traufseite Anbau, - Nebengebäude: Ursprünglich Scheune zweite Hälfte 18. Jahrhundert, um 1800 Stallanbau, beides Erdgeschoss teilweise massiv, - Torhaus: Mit verziertem Tor, Fachwerk Obergeschoss. Einer der schönsten Höfe des Ortes. | 09242464 |
| Direkt Bild zu diesem Denkmal hochladen | Seitengebäude (Altes Wohnstallhaus) eines Vierseithofes                                                                   | Waldenburger Straße 20 (Karte)       | Ende 17. Jahrhundert, später überformt | Baugeschichtlich von Bedeutung, Fachwerkbau mit altertümlicher Konstruktion (Kopfstreben) und originalem Türgewände, ortsbildprägende Lage nahe der Kirche. Geblattete Kopfbänder, Erdgeschoss massiv unterfahren um 1830, Fachwerk Obergeschoss Eingriffe durch Fenstereinbauten, Türgewände erhalten. | 09242465 |
| Direkt Bild zu diesem Denkmal hochladen | Pfarrhaus und Einfriedung des ehemaligen Pfarrhofes                                                                       | Waldenburger Straße 23 (Karte)       | bezeichnet 1815                        | Baugeschichtlich und ortsgeschichtlich von Bedeutung, Pfarrhaus mit Thüringer-Leiter-Fachwerk und aufwendig gestaltetem Segmentbogenportal. Erdgeschoss Bruchsteinmauerwerk, Obergeschoss Fachwerk, Türgewände Porphyr datiert, Umfassungsmauer – Bruchsteinmauerwerk | 09242466 |
| Direkt Bild zu diesem Denkmal hochladen | Ehemaliger Gasthof (Umgebindehaus)                                                                                        | Waldenburger Straße 25 (Karte)       | bezeichnet 1820                        | Baugeschichtlich und ortsgeschichtlich von Bedeutung, ortsbildprägender Fachwerkbau mit Thüringer-Leiter-Fachwerk und schönem Korbbogenportal, für die Region seltenes Umgebindehaus. Türgewände aus Porphyr mit Schlussstein, Umgebinde, rückseitiger Anbau. | 09242467 |
| Direkt Bild zu diesem Denkmal hochladen | Wohnhaus, ehemals Schmiede                                                                                                | Waldenburger Straße 26 (Karte)       | 1758                                   | Ortsgeschichtlich von Bedeutung, mit Fachwerk-Obergeschoss, ortsbildprägende Lage nahe der Kirche. Erdgeschoss massiv, Obergeschoss Fachwerk nur noch an einer Traufseite, an einer Giebelseite verputzt, Bohlenstube erhalten und Holzbalkendecke, eine Traufseite umgebaut – Frackdach, Denkmalschutz nur, weil Sichtbeziehung zu Kirche besteht. | 09242468 |
| Direkt Bild zu diesem Denkmal hochladen | Transformatorenhäuschen                                                                                                   | Waldenburger Straße 26 (bei) (Karte) | um 1910                                | Technikgeschichtlich von Bedeutung, zum Teil in Fachwerk (Seltenheitswert). Nahe Gasthof und Friedhof, Fachwerk, aufwendige Dachgestaltung. | 09242480 |
| Direkt Bild zu diesem Denkmal hochladen | Scheune eines Vierseithofes                                                                                               | Waldenburger Straße 27 (Karte)       | um 1830                                | Baugeschichtlich und wirtschaftsgeschichtlich von Bedeutung, große Fachwerk-Scheune, ortsbildprägend. Große Scheune, Giebel zweite Hälfte 19. Jahrhundert. | 09242469 |
| Direkt Bild zu diesem Denkmal hochladen | Wohnstallhaus, Seitengebäude (Torhaus), zweites Seitengebäude und Scheune eines Vierseithofes                             | Waldenburger Straße 28 (Karte)       | um 1802                                | Baugeschichtlich und wirtschaftsgeschichtlich von Bedeutung, geschlossen erhaltener Vierseithof in Fachwerkbauweise. Scheune Fachwerk, andere Gebäude Erdgeschoss massiv, Fachwerk Obergeschoss, Tore, Wohnhaus mit Anbauten, Käsetrockenkasten. | 09242470 |
| Direkt Bild zu diesem Denkmal hochladen | Wohnstallhaus eines Vierseithofes                                                                                         | Waldenburger Straße 30 (Karte)       | um 1830                                | Baugeschichtlich von Bedeutung, schöner Fachwerkbau mit Thüringer-Leiter-Fachwerk, ortsbildprägend. Dichtes holzreiches Fachwerk Obergeschoss, Erdgeschoss massiv, verändert. | 09242471 |
| Direkt Bild zu diesem Denkmal hochladen | Wohnhaus und Seitengebäude eines Zweiseithofes                                                                            | Waldenburger Straße 31 (Karte)       | um 1700                                | Baugeschichtlich von Bedeutung, am Wohnhaus Fachwerk-Obergeschoss mit altertümlicher Konstruktion (Kopfstreben), Ensemble mit Nachbargebäude Nummer 32a. Fachwerk Obergeschoss, geblattete Kopfbänder, Erdgeschoss verändert. | 09242472 |
| Direkt Bild zu diesem Denkmal hochladen | Wohnstallhaus eines Bauernhofes (mit Nr. 32)                                                                              | Waldenburger Straße 32a (Karte)      | um 1720                                | Baugeschichtlich von Bedeutung, schöner Fachwerkbau mit alter Konstruktion (Kopfstreben, Thüringer-Leiter-Fachwerk), Ensemble mit Nachbarhaus Nummer 31. Schiffchenkehlen, thüringische Leiter, geblattete Kopfbänder, ehemals Umgebinde. | 09242473 |
| Direkt Bild zu diesem Denkmal hochladen | Seitengebäude (Torhaus) eines Vierseithofes                                                                               | Waldenburger Straße 33               | um 1790                                | Baugeschichtlich und wirtschaftsgeschichtlich von Bedeutung, mit Fachwerk-Obergeschoss und beachtenswerter Toreinfahrt. Fachwerk Obergeschoss, Tor beachtenswert, Garageneinbauten hofseitig. | 09242474 |
| Direkt Bild zu diesem Denkmal hochladen | Scheune eines Vierseithofes                                                                                               | Waldenburger Straße 34 (Karte)       | um 1800                                | Baugeschichtlich und wirtschaftsgeschichtlich von Bedeutung, strebenreiche Fachwerk-Scheune. | 09242475 |
| Direkt Bild zu diesem Denkmal hochladen | Wohnstallhaus, Scheune und Seitengebäude eines ehemaligen Vierseithofes                                                   | Waldenburger Straße 35 (Karte)       | um 1680                                | Baugeschichtlich und wirtschaftsgeschichtlich von Bedeutung, Ensemble von Fachwerkbauten, Wohnstallhaus mit altertümlicher Fachwerkkonstruktion (Schiffchenkehlen, Andreaskreuze, Kopfstreben). - Wohnhaus: Schiffchenkehlen, Andreaskreuze, geblattete Kopfbänder, Giebel und Erdgeschoss massiv, - Scheune: Dach erneuert – flach, geblattete Kopfbänder, Fachwerk, - Stall: Fachwerk-Obergeschoss, Garageneinbauten. | 09242476 |
| Direkt Bild zu diesem Denkmal hochladen | Wohnstallhaus, Seitengebäude (Torhaus) und zweites Seitengebäude eines Vierseithofes                                      | Waldenburger Straße 36 (Karte)       | bezeichnet 1739                        | Baugeschichtlich und wirtschaftsgeschichtlich von Bedeutung, weitgehend geschlossen erhaltener Bauernhof in Fachwerkbauweise, Thüringer-Leiter-Fachwerk. Alle Fachwerk Obergeschoss, gut gepflegter Hof. | 09242477 |
| Direkt Bild zu diesem Denkmal hochladen | Häuslerhaus | Waldenburger Straße 38 (Karte)       | vor 1750                               | Baugeschichtlich und sozialgeschichtlich von Bedeutung, Fachwerk-Obergeschoss mit altertümlicher Konstruktion (Kopfstreben). Fachwerk Obergeschoss, Giebel massiv mit zu großen Fenstern, Kopfbänder geblattet. | 09242478 |
| Direkt Bild zu diesem Denkmal hochladen | Häuslerhaus | Waldenburger Straße 39 (Karte)       | um 1820                                | Sozialgeschichtlich von Bedeutung, mit Fachwerk-Obergeschoss. Obergeschoss Fachwerk, traufseitiger Anbau. | 09242479 |
| Direkt Bild zu diesem Denkmal hochladen | Stallgebäude (mit Oberlaube) eines ehemaligen Vierseithofes                                                               | Waldenburger Straße 43 (Karte)       | vor 1800                               | Baugeschichtlich von Bedeutung, Fachwerkbau mit seltener Oberlaube, im alten Ortsteil Oberdorf. Zweijochige Oberlaube. | 09242439 |
| Direkt Bild zu diesem Denkmal hochladen | Wohnstallhaus eines ehemaligen Vierseithofes (mit Nr. 49)                                                                 | Waldenburger Straße 48 (Karte)       | 1. Hälfte 18. Jahrhundert              | Baugeschichtlich von Bedeutung, Fachwerkbau mit altertümlicher Konstruktion (Kopfstreben), im alten Ortsteil Oberdorf. Fachwerk Obergeschoss, geblattete Kopfbänder, Erdgeschoss verändert, Holzbalkendecke in Stube. | 09242440 |
| Direkt Bild zu diesem Denkmal hochladen | Seitengebäude (Torhaus) und Scheune eines ehemaligen Vierseithofes                                                        | Waldenburger Straße 50 (Karte)       | 1. Hälfte 19. Jahrhundert              | Baugeschichtlich und wirtschaftsgeschichtlich von Bedeutung, im alten Ortsteil Oberdorf. Gut erhalten. | 09242441 |
| Direkt Bild zu diesem Denkmal hochladen | Wohnstallhaus, Seitengebäude und Scheune eines ehemaligen Vierseithofes                                                   | Waldenburger Straße 51 (Karte)       | 1837                                   | Baugeschichtlich und wirtschaftsgeschichtlich von Bedeutung, Fachwerkbauten, im alten Ortsteil Oberdorf. Alle Fachwerk Obergeschoss, Scheune baulich verändert. | 09242442 |
| Direkt Bild zu diesem Denkmal hochladen | Wohnstallhaus und Seitengebäude eines Bauernhofes                                                                         | Waldenburger Straße 54 (Karte)       | um 1820                                | Baugeschichtlich von Bedeutung, mit Fachwerk-Obergeschoss, im alten Ortsteil Oberdorf. | 09242443 |
|                                         | Wohnstallhaus und Seitengebäude (Torhaus) eines Vierseithofes                                                             | Waldenburger Straße 55 (Karte)       | um 1830                                | Baugeschichtlich und wirtschaftsgeschichtlich von Bedeutung, Fachwerkbauten, am Wohnstallhaus Schwelle mit Inschrift, im alten Ortsteil Oberdorf. Bei Scheune und Stall fehlen die Dächer – Flachdach, Wohnhaus: Fachwerk Obergeschoss, Erdgeschoss massiv, Schwelle mit Inschrift. | 09242444 |
| Direkt Bild zu diesem Denkmal hochladen | Wohnstallhaus und Seitengebäude mit angebauter Scheune eines Zweiseithofes                                                | Wünschendorfer Weg 4 (Karte)         | 1. Hälfte 19. Jahrhundert              | Baugeschichtlich und sozialgeschichtlich von Bedeutung, Fachwerkbauten im alten Ortsteil Wünschendorf, Wohnstallhaus mit strebenreichem Fachwerk. Kleine Scheune – Fachwerk, beide anderen Gebäude nur Obergeschoss Fachwerk. | 09242481 |